# Cypripedium wenqingiae
Cypripedium wenqingiae är en orkidéart som beskrevs av Holger Perner. Cypripedium wenqingiae ingår i släktet guckuskor, och familjen orkidéer. Inga underarter finns listade i Catalogue of Life.